# Кеннеді МакМанн
Кеннеді МакМанн (англ. Kennedy McMann, нар. 30 жовтня 1996, Голланд, Мічиган, США) — американська акторка відома роллю Ненсі Дрю в однойменному в однойменному телесеріалі 2019 року.

## Біографія
Макманн народилася в Голланді, штат Мічиган, у сім'ї Метью та письменниці Лізи Макманн. Вона переїхала з родиною до Аризони під час навчання в початковій школі. У 2014 році вона закінчила середню школу Skyline, де 12 листопада 2013 року вона була названа однією з п'яти перших студентів місяця за версією Mesa Public Schools під час останнього курсу. Макманн отримала ступінь бакалавра образотворчого мистецтва з акторської майстерності з університету Карнегі-Меллона в 2018 р.

## Кар'єра
У лютому 2019 року Макманн була підписана як головна героїня Ненсі Дрю в телесеріалі 2019 року «Ненсі Дрю». У січні 2020 року серіал було продовжено на другий сезон. Прем'єра третього сезону відбулася 8 жовтня 2021 року.

## Особисте життя
Макманн вийшла заміж за свого давнього хлопця Сема Макінерні в 2020 році. Вони познайомилися, будучи однокурсниками в Університеті Карнегі-Меллона.

## Фільмографія
| Рік       |    | Українська назва                    | Оригінальна назва                 | Роль          |
| --------- | -- | ----------------------------------- | --------------------------------- | ------------- |
| 2017      | с  | Зникли                              | Gone                              | Сара Морленд  |
| 2018      | с  | Закон і порядок: Спеціальний корпус | Law & Order: Special Victims Unit | Керол Соломон |
| 2019—2023 | с  | Ненсі Дрю                           | Nancy Drew                        | Ненсі Дрю     |
| 2020      | кф | Це не любовний лист                 | This Is Not A Love Letter         |               |
| 2022      | с  | Скажи мені брехню                   | Tell Me Lies                      | Джорджи       |
| 2023      | с  | Добрий лікар                        | Good doctor                       | Джоні ДеГрут  |